# Pflegehelfer (Österreich)
Pflegehilfe mit der Berufsbezeichnung Pflegehelferin und Pflegehelfer ist in Österreich ein mit Bundesgesetz geregelter Gesundheitsfachberuf mit einjähriger Ausbildung (1600 Stunden). Mit der Novelle des Gesundheits- und Krankenpflegegesetzes 2016 wurde das Berufsfeld umbenannt in Pflegeassistenz, mit den entsprechenden Berufsbezeichnungen Pflegeassistent bzw. Pflegeassistentin. Bestehende Berufsberechtigungen und Qualifikationen sind davon nicht betroffen.
In bestimmten Sozialbetreuungsberufen ist die Qualifikation als Pflegehelfer enthalten.

## Berufsbild
Pflegehelfer bzw. -assistenten arbeiten nach Anordnung und unter Aufsicht des gehobenen Dienstes der Gesundheits- und Krankenpfleger in der Gesundheits- und Krankenpflege. Weiters arbeiten Pflegehelfer nach schriftlicher ärztlicher Anordnung und unter Aufsicht des gehobenen Dienstes der Gesundheits- und Krankenpfleger bei therapeutischen und diagnostischen Verrichtungen mit Ärzten. Teil der Pflegehilfe ist auch die soziale Betreuung von Pflegeempfängern und insbesondere in der Heimpflege auch die Durchführung von hauswirtschaftlichen Tätigkeiten.
Pflegehelfer helfen bei der täglichen Körperpflege und der Mobilisation, richten Mahlzeiten und unterstützen beim Essen, führen einfache Blut-, Harn- und Stuhluntersuchungen durch, versorgen Wunden und überwachen z. B. Puls, Blutdruck, Atmung und Temperatur des Patienten. Sie übernehmen die Sondenernährung bei Patienten mit liegender Magensonde, führen Blutentnahmen aus der Vene durch und einfache Wärme-, Kälte- und Lichtanwendungen. Zum Aufgabenbereich gehört auch das Verabreichen von Mikro- und Einmalklistieren und – in stabilen Pflegesituationen – das Absaugen aus den oberen Atemwegen sowie dem Tracheostoma. Außerdem sind Pflegeassistenten berechtigt, Arzneimittel zu verabreichen, die lokal, transdermal sowie über den Gastrointestinal- bzw. Respirationstrakt gegeben werden, sowie subkutane Injektionen von Insulin oder blutgerinnungshemmenden Lösungen durchführen.

## Ausbildung
Die einjährige Ausbildung findet an Gesundheits- und Krankenpflegeschulen statt und umfasst Theorieunterricht mit 800 Stunden und Praktika mit 800 Stunden.
Die Theorie beinhaltet Berufsethik und Berufskunde, Gesundheits- und Krankenpflege, Pflege von alten Menschen, Palliativpflege, Hauskrankenpflege, Hygiene und Infektionslehre, Ernährung mit Kranken- und Diätkost, Grundzüge der Somatologie Pathologie Gerontologie Geriatrie und Gerontopsychiatrie, Grundzüge der Pharmakologie, Erste Hilfe, Animation und Motivation zur Freizeitgestaltung, Grundzüge der Rehabilitation und Mobilisation, Berufe und Einrichtungen im Gesundheits- und Sozialwesen, Betriebsführung, Einführung in die Psychologie Soziologie und Sozialhygiene, Kommunikation und Konfliktbewältigung, Berufsspezifische Rechtsgrundlagen.
Das Praktikum findet in der Akutpflege im operativen Fachbereich einer Krankenanstalt (160 Stunden), in der Akutpflege im konservativen Fachbereich einer Krankenanstalt (160 Stunden), in der Langzeitpflege/Rehabilitative Pflege in einer Einrichtung (Pflegeheim, Altersheim) mit einem stationären Bereich (320 Stunden) und in der extramuralen Pflege / Hauskrankenpflege oder in einem Tageszentrum (160 Stunden) statt.
Alle Theorieeinheiten wie Praktika sind in Einzelprüfungen positiv abzuschließen. Das Zeugnis erfolgt mit einer kommissionellen Abschlussprüfung.
Bei beruflicher Erstausbildung kann – bis auf Ausnahmen in Einzelfällen – nur die zweijährige Ausbildung Pflegefachassistenz absolviert werden, um die damit einhergehenden Rechte (wie z. B. Berufsschutz im Fall von Arbeitslosigkeit) sicherzustellen.

## Weiterbildungsmöglichkeiten
Nach zweijähriger Praxis in einer Vollzeitbeschäftigung ist eine verkürzte zweijährige Ausbildung zum Diplomierten Gesundheits- und Krankenpfleger möglich.

## Pflegehilfe als Bestandteil einzelner Sozialbetreuungsberufe
Einige Sozialbetreuungsberufe enthalten die Qualifikation zur Pflegehilfe. Dazu gehören Fach- bzw. Diplom-Sozialbetreuer mit den Spezialisierungen Altenarbeit und Behindertenarbeit und Diplom-Sozialbetreuer mit der Spezialisierung Familienarbeit.
Dagegen dürfen Sozialbetreuer mit der Spezialisierung Behindertenbegleitung und Heimhelfer eine Unterstützung bei der Basisversorgung einschließlich der Unterstützung bei der Einnahme und Anwendung von Arzneimitteln nur dann ausüben, wenn ihre Ausbildung das entsprechende Modul enthalten hat. Voraussetzung dafür ist die Anordnung und Aufsicht eines Angehörigen des gehobenen Dienstes der Gesundheits- und Krankenpflege.
Weiters gibt es den Beruf des Personenbetreuers in der 24-Stunden-Betreuung, wo auf Anordnung und unter Aufsicht des gehobenen Dienstes der Gesundheits- und Krankenpflege die Mitarbeit in der Gesundheits- und Krankenpflege möglich ist.

## Pflegefachassistenz
Durch die Novelle des Gesundheits- und Krankenpflegegesetzes wurde mit der Pflegefachassistenz eine neue Qualifikationsstufe in den Gesundheitsfachberufen geschaffen. Die Ausbildung findet ebenfalls an Schulen für Gesundheits- und Krankenpflege statt und dauert zwei Jahre mit insgesamt 3200 Stunden.

## Rechtsgrundlagen
- Bundesgesetz, mit dem das Bundesgesetz über Gesundheits- und Krankenpflegeberufe (Gesundheits- und Krankenpflegegesetz – GuKG) erlassen wird, sowie das Krankenpflegegesetz, das Ausbildungsvorbehaltsgesetz und das Ärztegesetz 1984 geändert werden. Bundesgesetz über Gesundheits- und Krankenpflegeberufe (Gesundheits- und Krankenpflegegesetz – GuKG), BGBl. I Nr. 108/1997, ausgegeben am 19. August 1997[9][10]
- Bundesgesetz, mit dem das Gesundheits- und Krankenpflegegesetz, das Allgemeine Sozialversicherungsgesetz, das Berufsreifeprüfungsgesetz und das Ärztegesetz 1998 geändert werden (GuKG-Novelle 2016).[11]
- Verordnung der Bundesministerin für Gesundheit und Frauen über Weiterbildungen für Gesundheits- und Krankenpflegeberufe (Gesundheits- und Krankenpflege-Weiterbildungsverordnung – GuK-WV). BGBl. II Nr. 453/2006, ausgegeben am 24. November 2006[12][13]